# Acrostictomyia longistigma
Acrostictomyia longistigma är en tvåvingeart som beskrevs av Blanchard 1938. Acrostictomyia longistigma ingår i släktet Acrostictomyia och familjen fläckflugor. Inga underarter finns listade i Catalogue of Life.